# Rycerz (film)
Rycerz – polski poetycki film fantasy z 1980 roku w reżyserii Lecha Majewskiego.

## Fabuła
Akcja toczy się w średniowiecznej Europie, w fikcyjnym państwie wyniszczonym przez wojny i zarazy, w którym panuje chaos i bieda. Pewien rycerz, nie mogąc znieść widoku cierpień swoich rodaków, wyrusza na poszukiwanie legendarnej "złotostrunnej harfy", zatopionej w morzu, która ma przynieść zmianę i szczęście. Na swojej drodze spotyka liczne niebanalne postacie.

## Obsada aktorska
- Piotr Skarga − Rycerz
- Daniel Olbrychski − Rycerz Hierofant
- Andrzej Hudziak − Mnich
- Katarzyna Kozak − Księżniczka
- Czesław Meissner − Mnich Wiesław
- Paweł Sanakiewicz - Mnich Kryspin
- Stanisław Holly − Stary mnich
- Piotr Machalica − Mnich
- Jan Frycz − Panicz